# NGC 5889
NGC 5889 (również PGC 54317) – galaktyka spiralna z poprzeczką (SBb), znajdująca się w gwiazdozbiorze Wolarza. Odkrył ją 25 kwietnia 1851 roku Bindon Stoney – asystent Williama Parsonsa.